# Moshoeshoe I
Moshoeshoe I (c. 1786—11 de marzo de 1870) fue un líder y el primer rey histórico de Lesoto.

## Biografía
Nació en Menkhoaneng, en la parte norte de la actual Lesoto. Fue el primer hijo de Mokhachane, uno de los jefes del linaje de los bakoteki, rama del clan de los kuena. Desde su más temprana infancia, ayudó a sus padres a ganar poder frente a otros clanes de la zona, hasta que a sus 34 años, reunió a un buen número de seguidores de tribus sotho y de disidentes zulúes, y se retiró al monte Butha-Buthe, desde donde luchó contra los zulúes. En 1822, Moshoeshoe fue proclamado rey y estableció su capital en Buthe-Buthe, estableciendo más tarde su sede en Thaba Bosiu.
Se enfrentó a los colonizadores ingleses del Cabo (1851-1854) y bóeres de Orange (1865-1868). Llegó a contar con un ejército de 20.000 guerreros sotho.
Fallecido en 1870, Moshoeshoe es conocido principalmente por sus excelentes habilidades diplomáticas, y por ser el padre del reino de los basutos, actualmente conocido como Lesoto. Está enterrado en Thaba Bosiu.